# ビルチェス伯爵夫人の肖像
『ビルチェス伯爵夫人の肖像』（ビルチェスはくしゃくふじんのしょうぞう）あるいは『ビルチェス伯爵夫人アマリア・デ・リャノ・イ・ドトレスの肖像』（ビルチェスはくしゃくふじんアマリア・デ・リャノ・イ・ドトレスのしょうぞう、スペイン語: Amalia de Llano y Dotres, condesa de Vilches）は、19世紀のスペインの画家フェデリコ・デ・マドラーソが1853年に制作した肖像画である。油彩。
女王イザベル2世の時代のスペイン社交界において最も人気があり、知的かつ魅力的な女性であったアマリア・デ・リャノ・イ・ドトレス（1821年-1874年）を描いた本作品は、画家がフランスで学んだ新古典主義の巨匠ドミニク・アングルの影響が見て取れ、肖像画家マドラーソの、そして19世紀のスペインロマン主義肖像画における最高傑作とされている。現在はマドリードのプラド美術館に所蔵されている。

## 人物
アマリアは1821年、バルセロナに生まれた。ゴンサロ・ホセ・デ・ビルチェス・イ・パルガ（Gonzalo de Vilches y Parga）と結婚したのは1839年10月12日であり、その9年後に夫ゴンサロ・ホセがビルチェス伯爵の爵位を得たことでアマリアはビルチェス伯爵夫人となった。アマリアには男勝りなところがあり、彼女が颯爽と馬を駆る姿の優美さは、ナポレオン3世皇妃ウジェニー・ド・モンティジョと比較されるほどであった。作家として『ベルタ』、『リディア』といった小説も出版している。アマリアの死に際しては、後に暗殺される政治家アントニオ・カノバス・デル・カスティーリョによって長大な詩が捧げられ、5年後に雑誌『イルストラシオン・エスパニョーラ・イ・アメリカーナ』にて発表されている。

## 作品
マドラーソが本作品を制作したときアマリアは32歳であった。アマリアは白くふくよかな肩と両腕を露わにした青色の豪華なドレスをまとい、花柄の肘掛け椅子にリラックスした様子で座っている。アマリアはやや身を起こして肘をつき、右手を顔に添えながら、鑑賞者に向かって微笑みかけている。彼女の長い黒髪は頭の両側で編み込まれ、両耳を覆っている。両腕には異なるブレスレットがはめられ、左手には長い柄に房のついた羽毛の扇子がある。また彼女の背後には赤いショールが椅子の肘掛けの付け根の部分に掛けられている。
彼女が画面の中で見せている優雅で滑らかな身体の動きや、親しみを感じさせる様子はマドラーソの肖像画の中でほとんど唯一のものであり、画家とアマリアとの親密な関係をうかがわせる。事実、両者は家族間での交流があった。ビルチェス伯爵夫人とその家族がしばしばマドラーソの邸宅を訪問したことは画家の日記から知られている。
本作品においてマドラーソは様々な肖像画の技法を駆使している。マドラーソはフリルおよびドレスの複雑に折り重なったひだや光沢にいたるまで入念に仕上げているが、ビルチェス伯爵夫人を暗い背景の中に置き、画面左から当てた照明で柔らかく彼女を包むことによって、彼女の白磁を思わせる白い肌を強調し、豪華な衣装の効果を強めている。また彼女のポーズに見られる官能性は当時のスペインの肖像画の規範から大きく外れたものであった。こうしたモデルに最適な優雅な表現で描くやり方はフランス絵画の影響とされ、ドミニク・アングルの肖像画『ベッティ・ロートシルト男爵夫人』や『ド・ブロイ公爵夫人』との類似が指摘されている。また画面の四隅に円形の繰形を描き込むことで円的な構図を強調している。

## 来歴
アマリアと親しかったマドラーソは通常の半分の価格で本作品を描き上げている。画家が受け取った報酬は4,000レアルであった。絵画はアマリアの息子、第2代ビルチェス伯爵ゴンザロ・デ・ビルチェス・イ・リャノ（Gonzalo de Vilches y Llano II conde de Vilches）が相続し、絵画の用益権をシメーラ公爵（Conde la Cimera）バレンティン・メネンデス・サン・ホアンに認めた1892年まで伯爵家にあった。その後、シメーラ公爵が死去した1944年に、ヴィルチェス伯爵家によってプラド美術館に遺贈された。